# هند بنت بياضة الإيادية
هند بنت بياضة الإيادية شاعرة جاهلية، ترجمتها تنتمي إلى إياد بن نزار بن معد بن عدنان. وبنو إياد قبائل كثيرة دخلوا على الفرس وأغاروا على جوانبهم، حتى وجَّه إليهم كسرى جيوشه. فنظمَت شعرًا في وصف جيش كسرى.

## شعرها
لها قصيدة على البحر الطويل: